# Декора (Айова)
Декора (англ. Decorah) — город в США, административный центр округа Уиннешик штата Айова. Население — 7587 человек (2020).

## География
Декора расположена по координатам 43°18′06″ с. ш. 91°47′05″ з. д. (43.301618, -91.784750). По данным Бюро переписи населения США в 2010 году город имел площадь 18,23 км², из которых 18,16 км² — суша и 0,06 км² — водоёмы.

## Демография
| Год переписи | Нас. |  | %±    |
| ------------ | ---- |  | ----- |
| 1860         | 1920 |  | —     |
| 1870         | 2110 |  | 9,9%  |
| 1880         | 2951 |  | 39,9% |
| 1890         | 2801 |  | −5,1% |
| 1900         | 3246 |  | 15,9% |
| 1910         | 3592 |  | 10,7% |
| 1920         | 4039 |  | 12,4% |
| 1930         | 4581 |  | 13,4% |
| 1940         | 5303 |  | 15,8% |
| 1950         | 6060 |  | 14,3% |
| 1960         | 6435 |  | 6,2%  |
| 1970         | 7237 |  | 12,5% |
| 1980         | 8068 |  | 11,5% |
| 1990         | 8063 |  | −0,1% |
| 2000         | 8172 |  | 1,4%  |
| 2010         | 8127 |  | −0,6% |
| 2020         | 7587 |  | −6,6% |

Согласно переписи 2010 года, в городе проживало 8127 человек в 2855 домохозяйствах в составе 1527 семей. Плотность населения составила 446 человек/км². Было 3121 квартир (171/км²).
Расовый состав населения:
| - 94,6% — белых - 2,2% — азиатов - 1,5% — чёрных или афроамериканцев |

К двум или более расам принадлежало 1,0%. Доля испаноязычных составила 2,0% всего населения.
По возрастному диапазону население распределялось следующим образом: 14,3% — лица младше 18 лет, 67,0% — лица в возрасте 18-64 лет, 18,7% — лица в возрасте 65 лет и старше. Медиана возраста жителя составила 29,6 лет. На 100 человек женского пола в городе приходилось 85,5 мужчин; на 100 женщин в возрасте от 18 лет и старше — 83,5 мужчин также старше 18 лет.
Средний доход на одно домашнее хозяйство составил 61 459 долларов США (медиана — 50 388), а средний доход на одну семью — 73 785 долларов (медиана — 67 734). Медиана доходов составляла 42 860 долларов для мужчин и 35 859 долларов для женщин. За чертой бедности находилось 12,1% лиц, в том числе 12,5% детей в возрасте до 18 лет и 13,6% лиц в возрасте 65 лет и старше.
Гражданское трудоустроенное население составило 4841 человек. Основные области занятости: образование, здравоохранение и социальная помощь — 49,0%, розничная торговля — 9,5%, искусство, развлечения и отдых — 8,8%.